# Oestlundia distantiflora
Oestlundia distantiflora är en orkidéart som först beskrevs av Achille Richard och Henri Guillaume Galeotti, och fick sitt nu gällande namn av Wesley Ervin Higgins. Oestlundia distantiflora ingår i släktet Oestlundia och familjen orkidéer. Inga underarter finns listade i Catalogue of Life.